# Endothyranopsinae
Endothyranopsinae es una subfamilia de foraminíferos bentónicos de la familia Endothyridae, de la superfamilia Endothyroidea, del suborden Fusulinina y del orden Fusulinida. Su rango cronoestratigráfico abarca desde el Viseense (Carbonífero inferior) hasta el Stephaniense (Carbonífero superior).

## Discusión
Clasificaciones más recientes incluyen Endothyranopsinae en el suborden Endothyrina, del orden Endothyrida, de la subclase Fusulinana de la clase Fusulinata. Algunas clasificaciones incluyen Endothyranopsinae en la familia Endothyranopsidae.

## Clasificación
Endothyranopsinae incluye a los siguientes géneros:
- Cribranopsis †
- Endothyranella †
- Endothyranopsis †
- Latiendothyranopsis †
- Plectogyranopsis †
- Spinothyra †
- Timanella †

Otro género considerado en Endothyranopsinae es:
- Convexoendothyra †, aceptado como Plectogyranopsis